# دوغلاس سانت جون
دوغلاس سانت جون (26 فبراير 1928 في نيوزيلندا - 11 يوليو 1992 في نيوزيلندا) (بالإنجليزية: Douglas St. John)‏ هو لاعب كريكت نيوزلندي. لعب مع فريق أوتاغو للكريكت ‏ وWellington cricket team ‏.

## وصلات خارجية
- دوغلاس سانت جون على موقع إي آس بي آن كريك إنفو (الإنجليزية)